# Granica gabońsko-gwinejska
Granica gabońsko-gwinejska – granica międzypaństwowa dzieląca terytoria Gabonu i Gwinei Równikowej o długości 350 kilometrów.

## Przebieg granicy
Początek granicy znajduje się na północy, jest to tzw. trójstyk: styk granic Kamerunu, Gwinei Równikowej i Gabonu, na północny wschód od gwinejskiego miasta  Ebebiyín.
Następnie granica biegnie południkowo wzdłuż 11° 20’E i dochodzi do równoleżnika 1° N.
Przybiera tu kierunek zachodni i biegnie wzdłuż równoleżnika 1° N do rzeki Mitéméle, następnie rzeką Utamboni i Muni. Dochodzi do zatoki Corisco (Bahia de Corisco) pozostawiając po stronie gwinejskiej wyspy Elobey i Corisco.

## Historia
Granica powstała na mocy francusko-hiszpańskiego traktatu podpisanego w Paryżu 27 czerwca 1900 r. Dzieliła wówczas francuskie i hiszpańskie posiadłości w Afryce.
W latach 1911–1916 po przekazaniu we władanie Niemiec części Gabonu (Nowy Kamerun) Gwinea Hiszpańska stała się enklawą w niemieckiej kolonii Kamerun.
Granicę przywrócono w 1916 (formalnie 1919).
Po odzyskaniu niepodległości przez Gabon (1960) i Gwineę Równikową (1968) przebieg granicy został potwierdzony w 1974 roku (konwencja z Baty).
Obecnie Gabon zgłasza roszczenia do gwinejskich wysp w zatoce Corisco (Elobey, Corisco).